# Mecostethus
Mecostethus é um género de gafanhotos pertencente à família Acrididae.
As espécies deste género podem ser encontradas na Europa, Rússia Central e Japão.
Espécies:
- Mecostethus baichengensis Ren, Bingzhong, X.Sun & Haitao Wang, 2002
- Mecostethus parapleurus (Hagenbach, 1822)
- Mecostethus rufifemoralis Z.Zheng & F.-M.Shi, 2009